# 困獵
困獵（英語：Canned Hunting），也稱為“圈養狩獵”。廣泛而言即是把動物困在一個區域，在無處可逃的情況下供人們獵殺。該項目是南非業者特為富人而設的一項狩獵活動，他們將動物圍在特定的範圍內，再讓獵者進入其內獵殺動物，以用來賺取龐大的利益，對象通常為獅子。在那裡，大量獅子被如同家禽一般圈養於私人地盤，直到願意出高價的遊客準備用獵槍或弓箭將它們作為“戰利品”射殺前，它們才會被放出牢籠 。該項目近年來遭受多人反對而備受爭議。
據統計顯示，南非全國每年約有1000頭獅子被獵殺，狩獵活動在2012年，為南非帶來了高達1.15億美元的收入。“困獵”項目流行以來，商業繁殖的獅子數量激增，在不到15年的時間裡，南非圈養獅子的數量就從不到200頭增加至約8000頭，而這些獅子中絕大多數都將被投入「困獵」的項目中。

## 利潤
一家新成立困獵公司的秘密調查顯示，這些狩獵公司會向潛在顧客發放目錄，以供這些客人選擇他們想要獵殺的動物。而獵殺價格取決於動物的體型和健康狀況，從5400美元到48,000美元不等。

## 操作過程
困獵的操作過程非常殘忍。商人們將獅子們關在狹小的籠子裡，增加獅子們交配、繁殖的頻率。有的地方，100平米的區域，就被關押了120只獅子和老虎。等到小獅子出生了，它們又會被帶離自己母親的身邊，被交給不知情的志願者飼養。這一方面是為了讓母獅子不用照顧小獅子，可以繼續繁殖；另一方面，也為了剝奪小獅子的獸性，讓它從小就對人類親近。接著，這些小獅子就會被投入到“幼崽愛撫”（Cub Petting）的旅遊項目，遊客們只要付錢，就能撫摸這些獅子，還能和它們合照。再長大一些，這些獅子就會被用來參加一種叫“與獅子漫步”（Lion Walking）的活動。
可是一旦這些獅子長到了7歲左右，體型已經太大，不適合人類靠近時，它們就會被關進籠子裡，進行頻繁地交配、繁殖。等到它們連繁殖能力也失去了之後，便會被關進柵欄裡，供人射殺取樂。獅子們的照片會被放到網上，標價從幾千到幾萬美元不等，供有錢人選擇。富人們在網上挑選自己喜歡的“獵物”後下單，再專程飛到南非“困獵”。這項運動風靡於美國、加拿大、英國等發達國家的富人圈。南非的“困獵場”會給這些客人準備槍支彈藥，派專業人員陪同客人到達“困獵”地點。有時候為了提高命中率，獅子還會被下藥，“獵人”會連續射擊獅子，直到它死去。許多獅子都是在痛苦中挨上好幾發子彈，流血過多而死。
很多獅子死後，它們的骨頭還會被交易（Bone Trading）。而南非是全球唯一一個允許獅骨出口的國家，這些被屠殺的獅子的骨頭，絕大多數都流入了亞洲國家。

## 美國的立法
美國20個州禁止或限制困獵，包括阿拉巴馬州，亞利桑那州，加利福尼亞州，康涅狄格州，特拉華州，佐治亞州，夏威夷州，馬里蘭州，馬薩諸塞州，明尼蘇達州，密西西比州，蒙大拿州，內華達州，北卡羅來納州，俄勒岡州，羅德島州，弗吉尼亞州，威斯康辛州和懷俄明州。
2006年，阿拉巴馬州是最近通過立法禁止困獵的地方。 2007年，紐約州立法機構嘗試禁止困獵，卻因「立法無效」而最終失敗。

## 關於困獵的新聞
- 美國一名牙医花費上萬美元到津巴布韦獵殺了明星獅子塞西尔（Cecil），這一消息一經揭露便引起了全世界無數人的震驚。獅子塞西爾被引誘出萬基國家公園後獵殺的方式聳人聽聞，但這還只是非洲狩獵產業陰暗面的冰山一角 [5]。
- 2007年5月，據報導，在一次據稱的困獵活動中有一隻重量達1,051磅的寵物豬死亡。後來媒體發現這頭豬名為“弗雷德”，曾經是某人的寵物，然後在被殺之前的短暫時間內被賣給了狩獵設施。5月3日，顧客邁克斯通和他11歲的兒子賈米森在150英畝（0.61平方公里）的圍欄圍欄裡追捕弗雷德。最後賈米森在三個小時的時間內向弗雷德總共開了八槍，這頭豬亦當場死亡。[6]
- 2007年6月美國有線新聞網（CNN）詳細介紹了南非的困獵，其中包括一個獵手槍殺動物的視頻，其中動物被擊中圍欄。[7]
- 2014年3月，南非保護動物人士和民眾走上街頭，響應「拯救獅子」（Save the lions）的全球運動，並對稱為「困獵」的商業性獵殺獅子活動表示抗議。[8]
- 2014年11月30日，哥倫比亞廣播公司播放了一個60分鐘的故事（“The Lion Whisperer”）關於Kevin Richardson (zookeeper)（英语：Kevin Richardson）從獅子將被獵人槍殺的命運中救出26只被囚禁的獅子。[9]